# Lilla Rängen

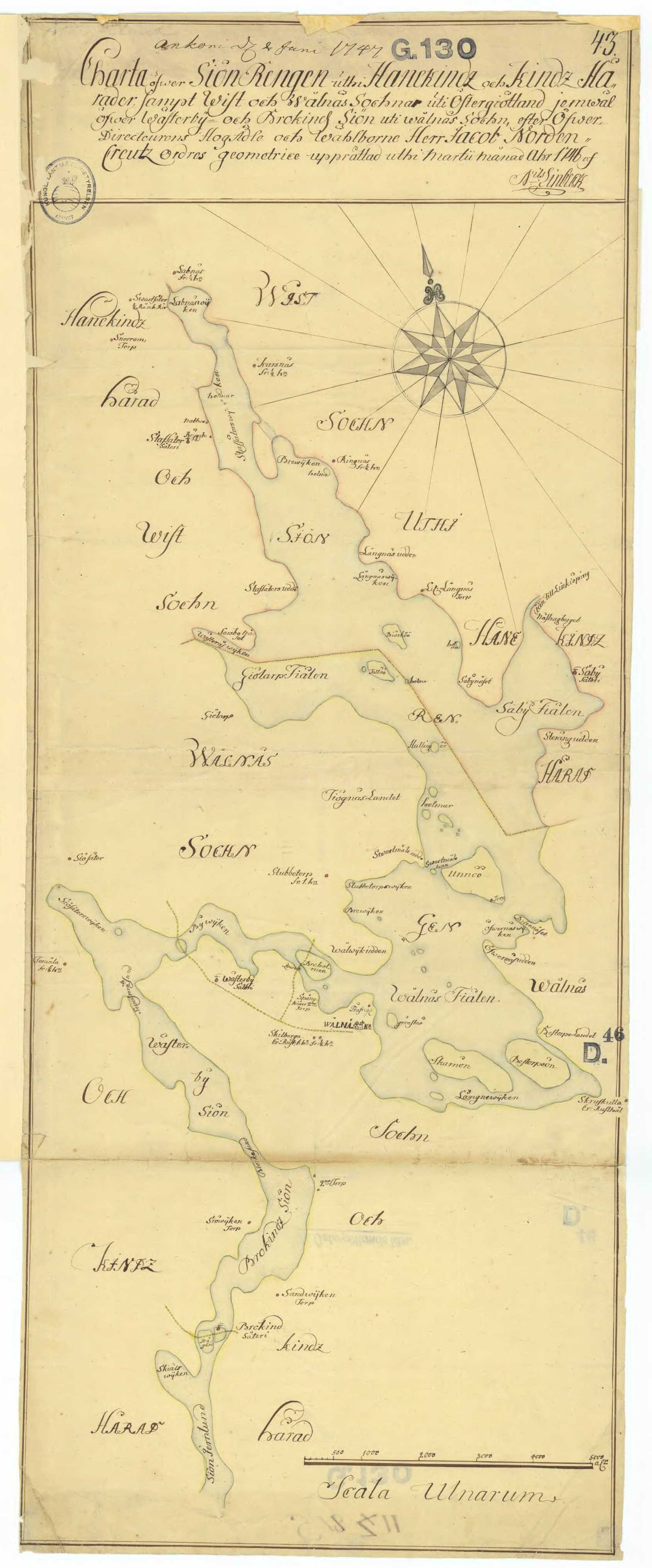
Historisk karta över Stora och Lilla Rängen från 1747.

Lilla Rängen är en sjö i Linköpings kommun i Östergötland och ingår i Motala ströms huvudavrinningsområde. Sjön är 6 meter djup, har en yta på 1,78 kvadratkilometer och befinner sig 84,1 meter över havet. Sjön avvattnas av Stångån.
Den långsmala sjön genomkorsas i längdriktningen av Stångån och Kinda kanal. Den smalaste delen av sjön har namnet Ekesund.
I Lilla Rängen finns två allmänna badplatser.

## Delavrinningsområde
Lilla Rängen ingår i delavrinningsområde (645859-149009) som SMHI kallar för Utloppet av Lilla Rängen. Medelhöjden är 109 meter över havet och ytan är 25,03 kvadratkilometer. Räknas de 97 avrinningsområdena uppströms in blir den ackumulerade arean 2 149,97 kvadratkilometer. Stångån som avvattnar avrinningsområdet har biflödesordning 2, vilket innebär att vattnet flödar genom totalt 2 vattendrag innan det når havet efter 112 kilomete. Avrinningsområdet består mestadels av skog (49 procent), öppen mark (10 procent) och jordbruk (28 procent). Avrinningsområdet har 1,74 kvadratkilometer vattenytor vilket ger det en sjöprocent på 6,9 procent. Bebyggelsen i området täcker en yta av 0,7 kvadratkilometer eller 3 procent av avrinningsområdet.